# 2. deild Wysp Owczych (2014)
W roku 2014 odbywa się 21. edycja 2. deild Wysp Owczych – trzeciej ligi piłki nożnej Wysp Owczych. W rozgrywkach bierze udział 10 klubów z całego archipelagu. Drużyny z pierwszego i drugiego miejsca uzyskują prawo gry w 1. deild - drugim poziomie ligowym na archipelagu. W sezonie 2014 były to: MB Miðvágur oraz B71 Sandoy.

## Uczestnicy
| Uczestnicy 2. deild Wysp Owczych 2013                                                                         | Uczestnicy 2. deild Wysp Owczych 2013 | Uczestnicy 2. deild Wysp Owczych 2013 | Uczestnicy 2. deild Wysp Owczych 2013 |
| --- | ------------------------------------- | ------------------------------------- | ------------------------------------- |
| G/H | FF Giza/FC Hoyvík                     | 3                                     |                                       |
| MB | MB Miðvágur                           | 4                                     |                                       |
| UFF | Undrið FF                             | 5                                     |                                       |
| ÍF II | ÍF II Fuglafjørður                    | 6                                     |                                       |
| FCSII | FC II Suðuroy                         | 7                                     |                                       |
| B68 II | B68 II Toftir                         | 8                                     |                                       |
| Spadek z 1. deild Wysp Owczych 2013                                                                           |                                       |                                       |                                       |
| TB II | TB II Tvøroyri                        | 9                                     |                                       |
| B71 | B71 Sandoy                            | 10                                    |                                       |
| Awans z 3. deild Wysp Owczych 2013                                                                            |                                       |                                       |                                       |
| B36III | B36 III Tórshavn                      | 1                                     |                                       |
| VÍKIII | Víkingur III Gøta                     | 2                                     |                                       |
| Oznaczenia: - kolumna pierwsza – skróty nazw drużyn, - kolumna trzecia – miejsce zajęte w poprzednim sezonie. |                                       |                                       |                                       |

## Tabela ligowa
| Lp. | Drużyna            | M  | Z  | R | P  | Bramki | Bramki | Różn. | Pkt | Uwagi              |
| --- | ------------------ | -- | -- | - | -- | ------ | ------ | ----- | --- | ------------------ |
| 1   | MB Miðvágur (A)    | 18 | 12 | 4 | 2  | 50     | 17     | +33   | 40  | Awans do 1. deild  |
| 2   | B71 Sandoy (A)     | 18 | 12 | 3 | 3  | 51     | 22     | +29   | 39  | Awans do 1. deild  |
| 3   | FF Giza/FC Hoyvík  | 18 | 10 | 2 | 6  | 56     | 27     | +29   | 32  |                    |
| 4   | B36 III Tórshavn   | 18 | 8  | 4 | 6  | 44     | 40     | +4    | 28  |                    |
| 5   | TB II Tvøroyri     | 18 | 8  | 1 | 9  | 39     | 52     | −13   | 25  |                    |
| 6   | Víkingur III Gøta  | 18 | 7  | 1 | 10 | 46     | 59     | −13   | 22  |                    |
| 7   | B68 II Toftir      | 18 | 6  | 3 | 9  | 23     | 31     | −8    | 21  |                    |
| 8   | ÍF II Fuglafjørður | 18 | 6  | 1 | 11 | 38     | 41     | −3    | 19  |                    |
| 9   | Undrið FF (S)      | 18 | 5  | 4 | 9  | 28     | 45     | −17   | 19  | Spadek do 3. deild |
| 10  | FC II Suðuroy (S)  | 18 | 4  | 1 | 13 | 27     | 68     | −41   | 13  | Spadek do 3. deild |